# Kościół Wniebowzięcia Najświętszej Maryi Panny w Strawczynie
Kościół Wniebowzięcia Najświętszej Maryi Panny – rzymskokatolicki kościół parafialny należący do dekanatu piekoszowskiego diecezji kieleckiej.

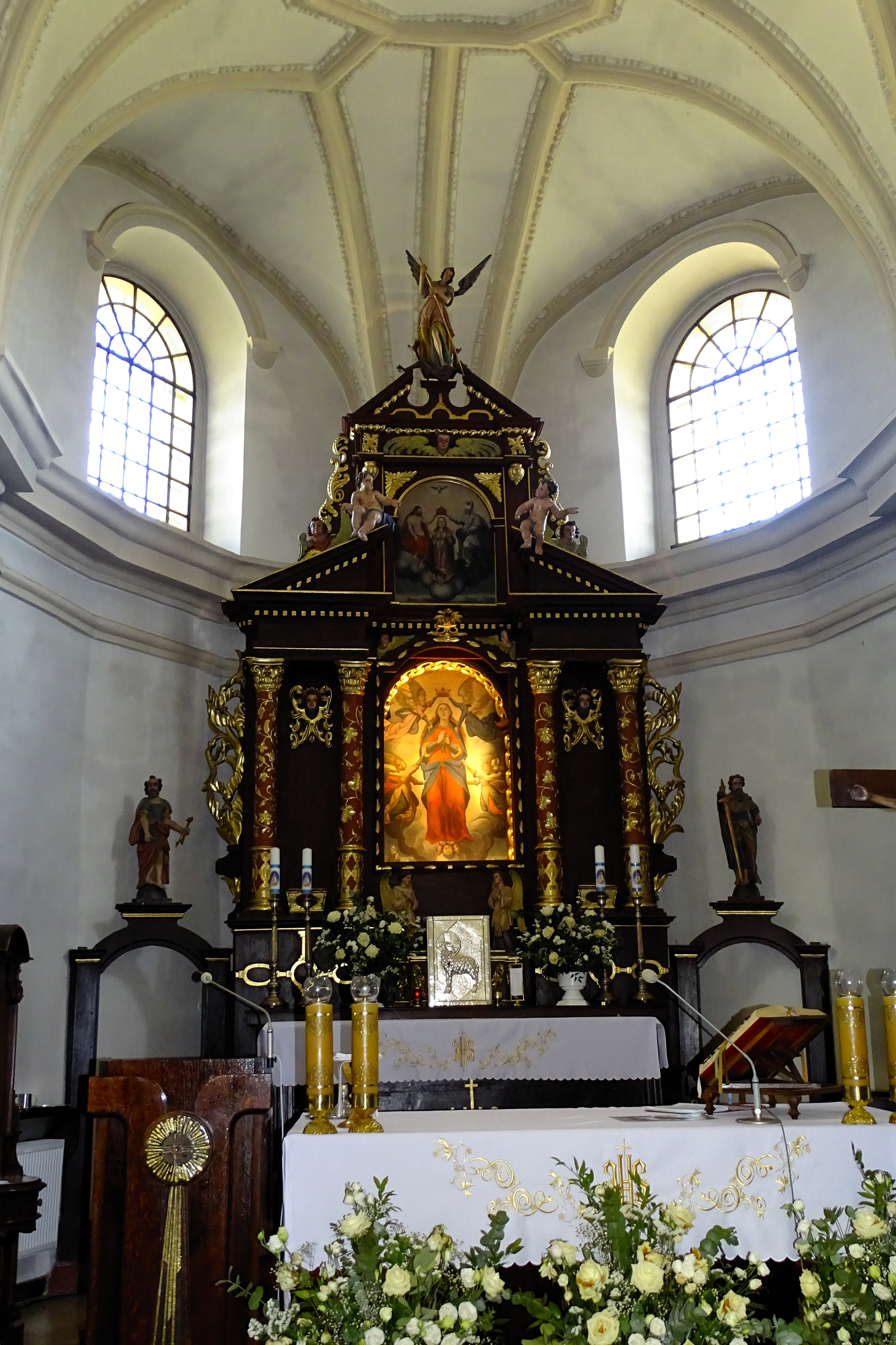
Ołtarz główny

Świątynia została ufundowana przez Krzysztofa Gawrońskiego w 1629 roku. Prace budowlane zakończyły się w 1685 roku. Kościół został poświęcony przez biskupa Wojciecha Stawowskiego. W 1835 roku świątynia została przebudowana, ale zachowała do dziś niektóre cechy stylu barokowego. Budowla składa się z jednoprzęsłowego prezbiterium, wielobocznie zamkniętego, przy nawie od strony północnej znajduje się kaplica Matki Bożej Szkaplerznej. W ołtarzu głównym znajduje się obraz Wniebowzięcia Matki Bożej namalowany w XVII wieku. W ołtarzach bocznych znajdują się obrazy św. Józefa i Ukrzyżowania Pana Jezusa. Po II wojnie światowej, w latach pięćdziesiątych świątynia została przebudowana, a następnie jej wnętrze zostało wyremontowe. W latach 1991–1995 zostały przeprowadzone prace konserwatorskie. Zostały odrestaurowane wszystkie ołtarze, założono nowe tynki, zostały zainstalowane nowe dzwony i wyremontowano organy.